# Neivamyrmex chamelensis
Neivamyrmex chamelensis é uma espécie de formiga do gênero Neivamyrmex.